# Sarah Siddons
Sarah Siddons (Brecon, Powys, Gal·les, 5 de juliol de 1755-Londres, 8 de juny de 1831) va ser una actriu gal·lesa, considerada l'actriu de tragèdies més coneguda del segle xviii. Era la germana gran de John Philip Kemble, Charles Kemble, Stephen Kemble, Ann Hatton i Elizabeth Whitlock. La seva actuació més famosa va ser el personatge de Shakespeare Lady Macbeth, que va arribar a fer seu, de l'obra Macbeth.

## Biografia

### Joventut i vida personal
Era la filla gran de Roger Kemble, director d'una companyia ambulant en la qual treballaven gairebé tots els membres de la seva família.
En aquell temps, el treball d'actriu no era una professió respectable per a una dona, per la qual cosa els seus pares inicialment van desaprovar la seva elecció de professió.
Va començar treballant com a majordoma a casa de Lady Greathead, a Guy's Cliffe House, Coventry Road, Warks.
El 1773, als 18 anys, es va casar amb William Siddons, actor. La seva vida familiar va ser menys afortunada que la professional. Va tenir set fills, però només dos li van sobreviure. El seu matrimoni va acabar en una separació informal.

### Carrera
Dotada de gran bellesa, es va distingir pel seu talent interpretatiu. Actriu tràgica, no tan brillant en la comèdia i en possessió d'una intel·ligència molt viva i profunda, s'identificava plenament amb els personatges que interpretava.
El 1774, Siddons va assolir el seu primer èxit com Belvidera, en l'obra de Thomas Otway Venice preserved. Això va atreure l'atenció de David Garrick, que va enviar el seu ajudant per veure el seu personatge de Calista en l'obra Fair Penitent de Thomas Rowe. Va ser convidada a actuar a Drury Lane. Tanmateix, i per la seva manca d'experiència, les seves primeres actuacions com a Porcia en El mercader de Venècia no van ser ben rebudes, per la qual cosa va rebre una carta del director de Drury Lane en què rebutjava els seus serveis en un futur.
El 1777, va començar a fer el circuit de províncies. Durant els següents sis anys va treballar en companyies teatrals provincials (sobretot a York i Bath), aconseguí una reputació de forma gradual, i la seva següent aparició a Drury Lane l'octubre de 1782 va ser molt diferent a les anteriors. Va ser una sensació quan va interpretar el paper principal de l'adaptació de la novel·la de Thomas Southern, Isabella, or The Fatal Marriage.

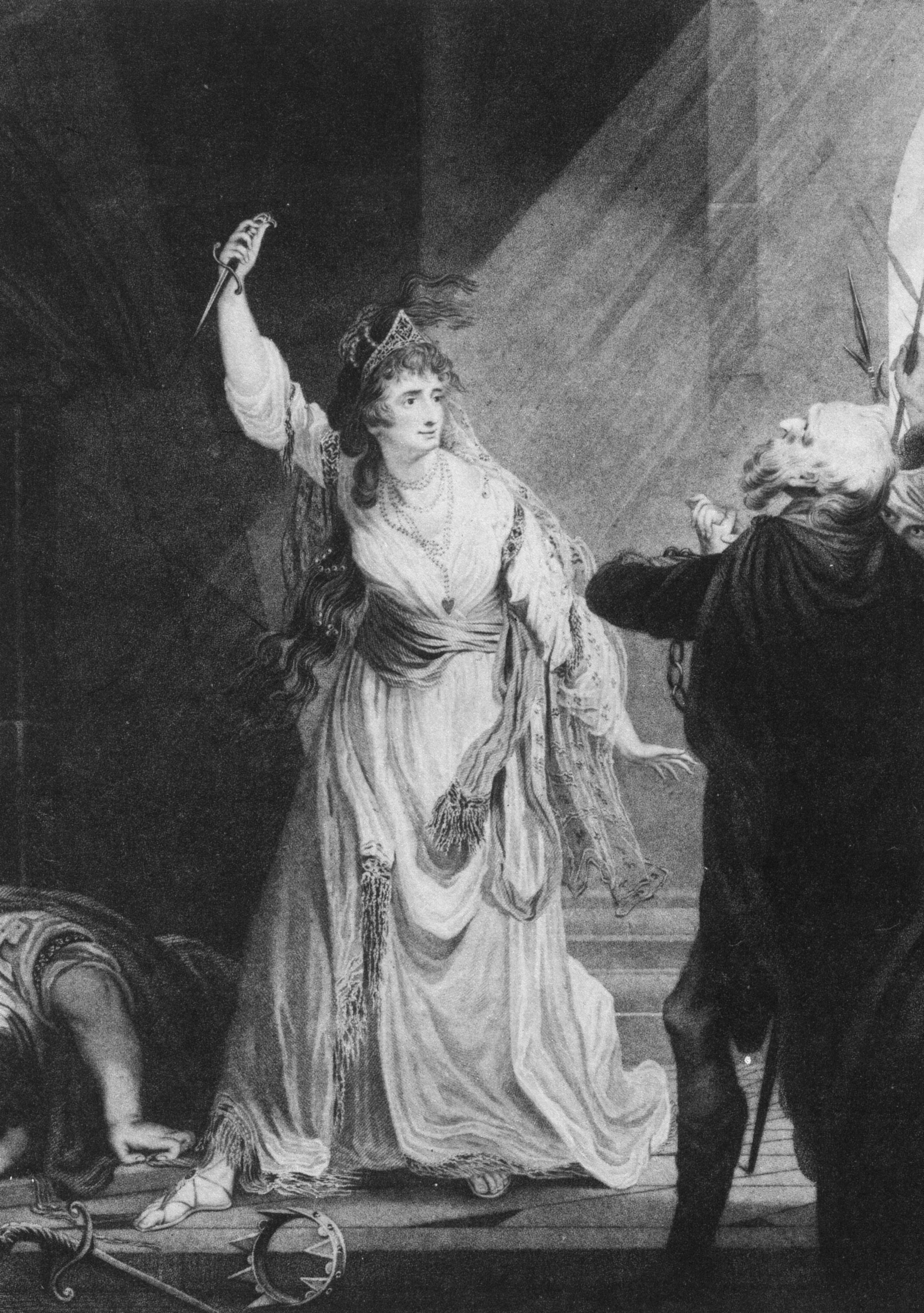
Sarah Siddons com a Eufrasia en l'obra The Grecian Daughter de Arthur Murphy, al Teatre Reial, Drury Lane, el 1782

El seu paper més famós va ser el de Lady Macbeth a causa de la grandesa amb què expressava les seves emocions i les passions assassines del personatge; aconseguí arribar al públic i deixar extasiats els espectadors. En aquest personatge va trobar el millor trampolí per poder desplegar les seves habilitats interpretatives. Sarah Siddons era una dona alta i tenia una figura cridanera, una bellesa brillant i uns ulls poderosament expressius, a més d'una dignitat solemne que li permetia reclamar aquest personatge per a ella.
Després d'aquest personatge va interpretar Desdèmona, en Otel·lo; Rosalinda, en Al vostre gust; Ofèlia, en Hamlet ; i Volumina, en Corolià, tots amb gran èxit. No obstant això, va ser interpretant la reina Caterina en Enric VIII en què va trobar un personatge que s'adaptava gairebé tan bé a les seves capacitats interpretatives com Lady Macbeth.
Durant vint anys va ser la reina de Drury Lane. El seu grau de celebritat ha rebut epítets com "mítica" o "monumental", i cap a mitjans dels anys 1780, Siddons va ser encimbellada a l'estatus d'icona cultural. Es va relacionar amb les elits socials i literàries de la societat londinenca, fent-se amb personatges com Samuel Johnson, Edmund Burke, Hester Thrale o William Windham.
El 1802 va deixar Drury Lane i va començar a aparèixer de forma esporàdica en un teatre rival, el Royal Opera House. Va ser en aquest teatre, el 29 de juny de 1812, quan va donar vida a la que seria una de les actuacions teatrals de la història. Donava vida al seu paper més famós, Lady Macbeth, i la mateixa audiència es va negar que la funció continués després del final de la seva escena. Eventualment, i després d'un aplaudiment tumultuós del públic, el teló va tornar a aixecar-se i Siddons aparegué asseguda amb la seva pròpia roba i sense representar cap personatge. En aquell moment va donar un emocionant discurs de comiat a la seva audiència que va durar vuit minuts.
Siddons es va retirar formalment dels escenaris el 1812, tot i que va reaparèixer per algunes actuacions en ocasions especials. La seva última aparició va ser el 9 de juny de 1819, en el paper de Lady Randolph, de l'obra Douglas de John Home.
Sarah Siddons va morir el 1831, a Londres, i va ser enterrada en aquesta ciutat, al cementiri de Saint Mary, a Paddington Green.